# Hidetoshi
Hidetoshi (秀俊) ist ein japanischer männlicher Vorname. 

## Namensträger
- Hidetoshi Hoshino (1929–1991), japanischer Wirtschaftshistoriker
- Hidetoshi Katori (* 1964), japanischer Physiker
- Hidetoshi Mitsusada (* 1970), japanischer Autorennfahrer
- Hidetoshi Miyuki (* 1993), japanischer Fußballspieler
- Hidetoshi Nagasawa (1940–2018), japanischer Künstler
- Hidetoshi Nakanishi (* 1958), japanischer Judoka
- Hidetoshi Nakata (* 1977), japanischer Fußballspieler
- Hidetoshi Nishijima (* 1971), japanischer Schauspieler und Model
- Hidetoshi Ōta (* 1959), japanischer Herpetologe
- Hidetoshi Takeda (* 2001), japanischer Fußballspieler
- Hidetoshi Wakui (* 1983), japanischer Fußballspieler